# 387
| [ Edytuj tabelę ] |                                                        |
| Władca Guptów     | - 375 Ćandragupta II 414                               |
| Władca Korei      | - 384 Kogugyang 391                                    |
| Papież            | - 384 Syrycjusz 399                                    |
| Król Persji       | - 383 Szapur III 388                                   |
| Cesarz Rzymu      | - 375 Walentynian II 392 - 379 Teodozjusz I Wielki 395 |
| Król Wandalów     | - 359 Godigisel 406                                    |

Rok 387 / CCCLXXXVII
stulecia: III wiek ~
IV wiek ~
V wiek

lata: 377 «
382 «
383 «
384 «
385 «
386 «
387
» 388
» 389
» 390
» 391
» 392
» 397

## Zmarli
- Zmarła święta Monika.